# Tessa Ganserer
Tessa Ganserer, née le 16 mai 1977 à Zwiesel, est une femme politique allemande.
Membre de l’Alliance 90 / Les Verts, elle est députée au Landtag de Bavière depuis 2013. Militante pour les droits LGBTQI+, elle devient en 2018 la première personne ouvertement transgenre occupant des fonctions politiques en Allemagne.

## Biographie
Assignée homme à la naissance, Tessa Ganserer est née le 16 mai 1977 à Zwiesel, en Bavière. Après une formation professionnelle en sylviculture qu'elle obtient en 1995, elle suit des cours en lycée professionnel et effectue des missions de services civils ainsi que des travaux de jardinage et d'architecture du paysage. En 1995, elle intègre l'université de sciences appliquées de Weihenstephan-Triesdorf, d'où elle est titulaire d'un diplôme d'ingénieure en 2005. De 2005 à 2013, elle est employée comme collaboratrice de Christian Magerl (de), député fédéral Alliance 90 / Les Verts du Landtag de Bavière. 
En décembre 2018, Tessa Ganserer fait son coming out en tant que femme trans et perçoit dans son affirmation une « libération », faisant d'elle la première personne ouvertement transgenre siégeant au sein d'une des assemblées législatives en Allemagne.
Elle est mariée à la militante politique Ines Eichmüller (de), avec qui elle a deux enfants. 

### Parcours politique

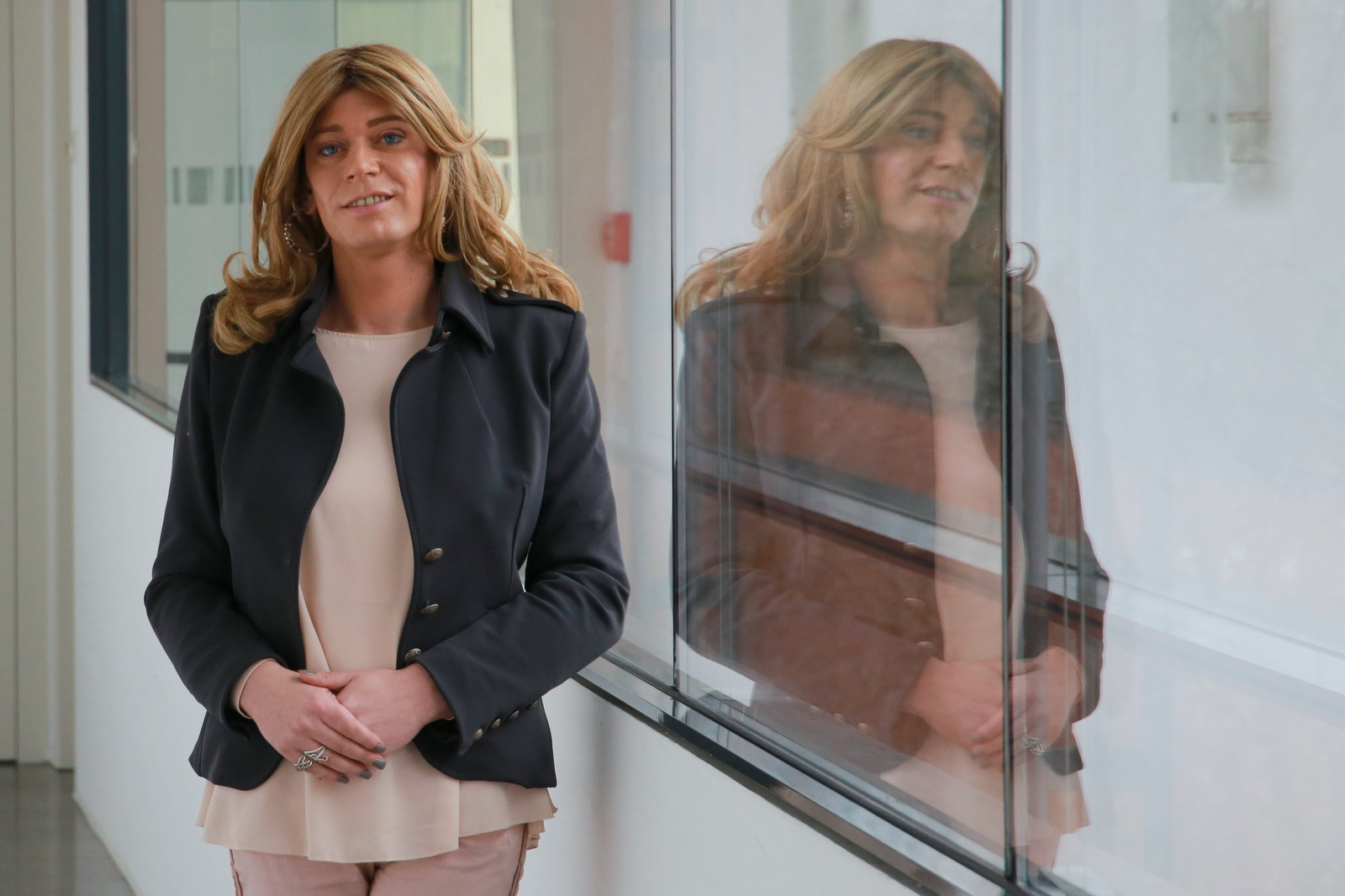
Tessa Ganserer en 2019.

Tessa Ganserer est membre du parti Alliance 90 / Les Verts depuis 1998 et s'est porté candidate pour la première fois lors des élections régionales de 2008 en Bavière. Lors des élections régionales de 2013 en Bavière, elle est élue dans la circonscription de Nuremberg-Nord (de). Au cours de la dix-septième législature, Tessa Ganserer siège au sein de la commission « Affaires économiques, médias, infrastructure, construction, transports, énergie et technologie » et a également été membre d'une commission d'enquête ayant pour sujet l'accès à des « conditions de vie égales dans toute la Bavière » et est désignée vice-présidente de la commission « questions de service civil » du Parlement bavarois,. Elle est reconduite pour un deuxième mandat à la suite de sa réélection lors des élections régionales de 2018 en Bavière. De plus, elle supervise l'axe politique des questions de mobilité, de sylviculture de son groupe parlementaire, tout étant la porte-parole nationale concernant la politique queer de l'Alliance 90 / Les Verts.
Si l'annonce de son identité de genre a essuyé des remarques transphobes de parlementaires, elle reçoit le soutien de Ilse Aigner, présidente du Parlement, ainsi que de l'administration de cette entité, à contrario des lois nationales allemandes vis-à-vis de la transidentité, obligeant notamment la présentation de deux expertises psychologiques dans le parcours visant à une reconnaissance de l'État,. L'abrogation de ces lois, qu'elle juge comme une « violation des droits humains », est au cœur de son militantisme pour le droit des personnes trans.